# نصر بن محمود بن نصر المرداسي
نصر المرداسي:هو نصر بن محمود رشيد الدولة، المرداسي.
جلال الدولة .
أمير حلب .
وليها بعد وفاة أبيه سنة 467 ه .
هاجم قلعة منبج واستولى عليها وكانت في أيدي الروم .
قتله بعض الأتراك بعد سنة من حكمه. مدحه الشاعر ابن حيوس حين ولي حلب فقال:
فأعطاه نصر ألف دينار وقال: لو قال سيضعفها نصر لأضعفتها له